# Lamativie
Lamativie is een plaats en voormalige gemeente in het Franse departement Lot in de regio Occitanie en telt 67 inwoners (2009). De plaats maakt deel uit van het arrondissement Figeac.

## Geschiedenis
Lamativie is op 1 januari 2016 gefuseerd met de gemeenten Calviac, Comiac, Lacam-d'Ourcet en Sousceyrac tot de gemeente Sousceyrac-en-Quercy.

## Geografie
De oppervlakte van Lamativie bedraagt 13,0 km², de bevolkingsdichtheid is dus 5,2 inwoners per km².
De onderstaande kaart toont de ligging van Lamativie met de belangrijkste infrastructuur en aangrenzende gemeenten.

## Demografie
Onderstaande figuur toont het verloop van het inwonertal.